# 酢酸ボルニル
酢酸ボルニル（さくさんボルニル、英語: Bornyl acetate）は、化合物の1種。分子式は C12H20O2、分子量は 196.29 g/molである。ボルネオールの酢酸エステルである。食品添加物、香料、着香剤として利用する。
マツ科植物の葉から取れる精油の成分の1つであり、葉の香りの主要因である。いわゆる「森の香り」がするため、男性用化粧品に多用され、木の香りがする石鹸・入浴剤・ルームフレグランスなどにも使われる。